# CD Ourense
Club Deportivo Ourense byl španělský fotbalový klub sídlící ve městě Ourense. Klub byl založen v roce 1952, zanikl v roce 2014.

## Sezóny
| Sezóna  | Liga | Umístění  | Copa del Rey |
| ------- | ---- | --------- | ------------ |
| 1953/54 | 3ª   | 15. místo |              |
| 1954/55 | 3ª   | 4. místo  |              |
| 1955/56 | 3ª   | 1. místo  |              |
| 1956/57 | 3ª   | 1. místo  |              |
| 1957/58 | 3ª   | 2. místo  |              |
| 1958/59 | 3ª   | 1. místo  |              |
| 1959/60 | 2ª   | 3. místo  |              |
| 1960/61 | 2ª   | 4. místo  |              |
| 1961/62 | 2ª   | 3. místo  |              |
| 1962/63 | 2ª   | 7. místo  |              |
| 1963/64 | 2ª   | 8. místo  |              |
| 1964/65 | 2ª   | 15. místo |              |
| 1965/66 | 3ª   | 2. místo  |              |
| 1966/67 | 3ª   | 1. místo  |              |
| 1967/68 | 3ª   | 1. místo  |              |
| 1968/69 | 3ª   | 1. místo  |              |
| 1969/70 | 2ª   | 20. místo |              |
| 1970/71 | 3ª   | 2. místo  |              |
| 1971/72 | 3ª   | 3. místo  |              |
| 1972/73 | 3ª   | 1. místo  |              |

| Sezóna  | Liga | Umístění  | Copa del Rey |
| ------- | ---- | --------- | ------------ |
| 1973/74 | 2ª   | 12. místo |              |
| 1974/75 | 2ª   | 18. místo |              |
| 1975/76 | 3ª   | 5. místo  |              |
| 1976/77 | 3ª   | 2. místo  |              |
| 1977/78 | 2ªB  | 3. místo  |              |
| 1978/79 | 2ªB  | 8. místo  |              |
| 1979/80 | 2ªB  | 19. místo |              |
| 1980/81 | 3ª   | 5. místo  |              |
| 1981/82 | 3ª   | 2. místo  |              |
| 1982/83 | 3ª   | 3. místo  |              |
| 1983/84 | 3ª   | 2. místo  |              |
| 1984/85 | 3ª   | 2. místo  |              |
| 1985/86 | 2ªB  | 6. místo  |              |
| 1986/87 | 2ªB  | 13. místo |              |
| 1987/88 | 2ªB  | 3. místo  |              |
| 1988/89 | 2ªB  | 3. místo  |              |
| 1989/90 | 2ªB  | 13. místo |              |
| 1990/91 | 2ªB  | 7. místo  |              |
| 1991/92 | 2ªB  | 5. místo  |              |
| 1992/93 | 2ªB  | 5. místo  |              |

| Sezóna  | Liga | Umístění  | Copa del Rey |
| ------- | ---- | --------- | ------------ |
| 1993/94 | 2ªB  | 3. místo  |              |
| 1994/95 | 2ª   | 20. místo |              |
| 1995/96 | 2ªB  | 3. místo  |              |
| 1996/97 | 2ª   | 15. místo |              |
| 1997/98 | 2ª   | 16. místo |              |
| 1998/99 | 2ª   | 22. místo |              |
| 1999/00 | 2ªB  | 2. místo  |              |
| 2000/01 | 2ªB  | 2. místo  |              |
| 2001/02 | 2ªB  | 11. místo |              |
| 2002/03 | 2ªB  | 9. místo  |              |
| 2003/04 | 2ªB  | 4. místo  |              |
| 2004/05 | 2ªB  | 9. místo  |              |
| 2005/06 | 2ªB  | 14. místo |              |
| 2006/07 | 2ªB  | 15. místo |              |
| 2007/08 | 2ªB  | 17. místo |              |
| 2008/09 | 3ª   | 3. místo  |              |

| Sezóna  | Liga | Umístění  | Copa del Rey |
| ------- | ---- | --------- | ------------ |
| 2009/10 | 3ª   | 3. místo  |              |
| 2010/11 | 3ª   | 3. místo  |              |
| 2011/12 | 3ª   | 1. místo  |              |
| 2012/13 | 2ªB  | 12. místo | 2. kolo      |
| 2013/14 | 2ªB  | 8. místo  |              |

## Poslední soupiska
| Číslo |           | Pozice | Hráč                |
| ----- | --------- | ------ | ------------------- |
|       | Uruguay   | B      | Pato Guillén        |
|       | Španělsko | B      | Manu Táboas         |
|       | Španělsko | B      | Aarón               |
|       | Španělsko | O      | Capi                |
|       | Španělsko | O      | Alberto Campillo    |
|       | Panama    | O      | Jesús Iván Cerdeira |
|       | Španělsko | O      | Josu                |
|       | Španělsko | O      | Daniel Portela      |
|       | Španělsko | O      | Moisés García       |
|       | Španělsko | O      | Daniel Pinillos     |
|       | Španělsko | Z      | Juan Martínez       |

| Číslo |           | Pozice | Hráč           |
| ----- | --------- | ------ | -------------- |
|       | Španělsko | Z      | Álex Fernández |
|       | Španělsko | Z      | Iker Alegre    |
|       | Španělsko | Z      | Jaime Noguerol |
|       | Španělsko | Z      | Javi Hernández |
|       | Španělsko | Z      | Borja Yebra    |
|       | Španělsko | Z      | Rubén Arce     |
|       | Maroko    | Z      | Adil           |
|       | Španělsko | Z      | Toni           |
|       | Španělsko | Ú      | Gustavo Souto  |
|       | Španělsko | Ú      | Óscar Martínez |
|       | Španělsko | Ú      | Borja Valle    |